# Johannes Molanus

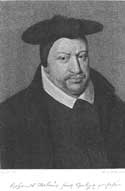
Johannes Molanus (portret in 1915 vernield)

Johannes Molanus, geboren Jan van der Meulen of Vermeulen (Rijsel, 1533 – Leuven, 18 september 1585) was een professor theologie ten tijde van de contrareformatie. Als grondlegger van de nieuwe hagiografie droeg hij bij aan een meer wetenschappelijke benadering van heiligenlevens, zoals later opgepikt door de bollandisten. Zijn beschroomde visie op het afbeelden van heiligen heeft invloed gehad op de kunstgeschiedenis.

## Levensloop
De ouders van Molanus waren Hendrik Vermeulen uit het Hollandse Schoonhoven en Anna Peters uit Leuven. Hij werd geboren in het Habsburgse Rijsel, maar zijn ouders keerden terug naar Leuven en lieten hem opvoeden door Niklaas Van Esch in Diest. In 1554 ging hij studeren aan de Universiteit van Leuven, waar hij vier jaar later het Artesdiploma haalde.
Na zijn plechtige installatie als doctor in de theologie 1570 kreeg hij een kanunniksprebende. Een jaar later werd hij koninklijk censor en moest hij beoordelen of boeken het imprimatur kregen.
Op 20 mei 1573 richtte Molanus uit naam van de faculteit theologie een brief aan koning Filips II van Spanje waarin hij de terugroeping van de hertog van Alva bepleitte. Drie jaar later verrichtte hij op verzoek van Don Juan een gelijksoortige actie om steun van de faculteit te verlenen aan de Pacificatie van Gent.
Molanus was 52 jaar toen hij stierf. Zijn lichaam werd bijgezet in de Sint-Agneskapel van de Leuvense Sint-Pieterskerk.

## Functies
- Voorzitter van de Latijnse school van Duisburg (1561-63)
- Doctor in de theologie (12 december 1570)
- Priester van de Sint-Pieterskerk (Leuven)
- Kanunnik van de Sint-Pieterskerk (Leuven)
- Recensor (1571)
- Deken van de faculteit theologie (ca. 1573-76)
- Provisor van het Sint-Hilariuscollege (college van Bierbeek) (1574)
- Rector van de universiteit (1578)
- President van het Koningscollege (1579)

## Werk
Aan de Universiteit van Leuven verzorgde Molanus uitgaven van Prosperus (1574) en Augustinus (1577).
Hij schreef diverse historische werken, waaronder een geschiedenis van de Brabantse deelname aan de kruistochten (met annotaties van Pieter Louw). Zijn veertiendelige Geschiedenis van Leuven werd tijdens zijn leven niet gepubliceerd. Het manuscript was wel bekend aan Justus Lipsius, die zich er lustig van bediende. In 1861 bracht Pierre de Ram het alsnog in druk.

### Heiligenlevens
In zijn inleiding tot het oude martyrologium van Usuardus schoeide hij het heiligenleven op een nieuwe leest. Zijn benadering werd geprezen door Baronius. Hij paste zijn inzichten toe in werken die van belang zijn voor de religieuze geschiedenis van de Nederlanden. Zijn postume Natales Sanctorum Belgii (1595) behandelt de vitae van de Nederlandse heiligen volgens naamdag.
Molanus was in de Nederlanden de eerste die herontdekt bronnenmateriaal uit de Oudheid toepaste om tot meer historisch verantwoorde hagiografieën te komen. In zijn werk over de heiligen van de Nederlanden verwees hij onder andere naar de Apologie van Athanasius van Alexandrië (ca. 295-373) en de Historia Sacra van Sulpicius Severus (363-ca. 420/25). Zo was hij ook de eerste die het verband legde tussen de door deze auteurs genoemde "Sarbatios" of "Servatio" en de in die tijd alleen uit het werk van Gregorius van Tours bekende Sint-Servaas. Een halve eeuw later rekende de Bollandist Godfried Henskens op grond van die gegevens uit dat Sint-Servaas in 384 overleden was, sindsdien een hardnekkige mythe.

### Kunstvoorschriften

Bezwijmende Maria op de Kruisafneming van Rogier van der Weyden (ca. 1435)

Molanus was een van de eerste autoriteiten die de besluiten van het Concilie van Trente (1563) omzette in gedetailleerde voorschriften, onder andere over hoe kunstenaars christelijke figuren moesten afbeelden. Na de Beeldenstorm was dit een gevoelig punt. Hij zette zich af tegen de denkbeelden van Erasmus en de Maagdenburger Centuriën, en vooral tegen Marnix van Sint-Aldegonde, die met bijtende spot de "verafgoding" van beelden had gelaakt (Byencorf, 1569).
Om zulke kritiek de pas af te snijden, moesten kunstenaars zich aan nieuwe richtlijnen houden. Aan Maria besteedde Molanus veel aandacht. Op Laatste Oordeeltaferelen mocht ze niet knielend en pleitend voor de zondige mensheid worden weergegeven. Molanus stelde dat ze naast Christus diende te zitten om de onverbiddelijkheid van het goddelijke oppergerecht te benadrukken. Ook een Maria die in katzwijm valt op een Kruisafneming of Kruisdraging, was in zijn optiek ongepast. Jozef moest dan weer worden afgebeeld als een jonge en krachtige pater familias, niet de oude quasi-komische schlemiel die gebruikelijk was.
Naaktheid moest worden vermeden, zelfs voor het Jezuskind. Voor Adam en Eva en de engelen kon het hun onschuld benadrukken, maar dan moesten op zijn minst de genitaliën worden bedekt. Kleding moest in het algemeen eenvoudig zijn. Maria Magdalena weergeven als een opgedirkte hoer, was uit den boze.
Verder verzette Molanus zich tegen populaire onderwerpen in de kunst, die geen basis in de Heilige Schrift of de officiële hagiografieën hadden, zoals Sint-Christoffel die als reus Christus draagt, Sint-Joris en de draak, een Hortus conclusus met eenhoornjacht, en uitgebreide versies van de Heilige Maagschap. Volgens hem waren de legenda aurea feitelijk van lood. Dit belette hem niet om voorschriften te lanceren die soms evenmin een Bijbelse basis hadden.
Na Molanus kwamen ook andere autoriteiten met gelijkaardige minutieuze instructies. In zijn Instructionum fabricae et supellectilis ecclesiasticae (1577) nam de Milanese aartsbisschop Carlo Borromeo een hoofdstuk op over schilderkunst. Kardinaal Gabriele Paleotti wijdde een volledig boek aan de kwestie (De sacris et profanis imaginibus, 1582). Ook Federico Borromeo was schatplichtig aan Molanus (De pictura sacra, 1624). Nog in 1649 steunde de Spaanse schilder Francisco Pacheco op de autoriteit van Molanus (El arte de la pintura).

## Publicaties
- Usuardi martyrologium quo Romana Ecclesia ac permultae aliae utuntur (Leuven, 1568)
- Opera D. Avrelii Avgvstini Hipponensis episcopi (Antwerpen, Plantijn, 1566-1577)
- De picturis et imaginibus sacris liber unus, tractans de vitandis circa eas abusibus et de earundem significationibus (1570)
  - 1574: herdruk
  - 1594: De historia sanctarum imaginum et picturarum pro vero earum usu contra abusus (postuum uitgegeven en vermeerderde uitgave)
  - 1617: De historia sanctarum imaginum et picturarum pro vero earum usu contra abusus (Antwerpen)
  - 1771: geannoteerde heruitgave door Jean-Noël Paquot (Luik)
  - 1996: Traité des saintes images, Parijs, Cerf, 2 delen (geannoteerde Franse vertaling)
- Annales Urbis Lovanii, et obsidionis illius historia (1572)
- De Canonicis libri tres (Leuven, 1572 en Keulen, 1587)
- Indiculus Sanctorum Belgii (Leuven, 1573)
- Calendarium Ecclesiasticum (Antwerpen, Plantijn, 1582)
- Defide haereticis servanda, lib. 3; quartus item defide rebellibus servanda, et quintus defide ac Juramento quae a tyrannis exiquantur (Keulen, 1584)
- De piis Testamentis (Keulen, 1584 en 1661)
- Theologiae practicae (Keulen, 1585 en 1590)

### Postuum
- Orationes III de agnis Dei, de decimis dandis et de decimis recipiendis (Keulen, 1587)
  - 1861: Theologiae cursus completus (J.-P. Migne)
- Militia sacra Ducum ac Princium Brabantiae cum annotat. Petri Lourvii (Antwerpen, 1592)
- Medicorum ecclesiasticum Diarium (Leuven, 1595)
- Natales Sanctorum Belgii (1595): vermeerderde uitgave van de Indiculus Sanctorum Belgii (1573)
  - 1616: heruitgave, vermeerderd door een professor van de Universiteit van Douai
  - 1626: Ad Natales Sanctorum Belgii Ioannis Molani Auctuarium: aanvullingen door Arnould de Raisse (Raissius)
- Diarium de medicis sanctis (1595)
- Bibliotheca materiarum Theologica quae a quibus auctoribus, quum antiquis, tum recentioribus, sint pertractae (Keulen, 1618)
- Dvbliniensis prætoris in persecutione congressus, & religionis catholicae defensione interitus... Authore Ioanne Molano (Paris, 1629). Beschikbaar via KU Leuven Bijzondere Collecties
- Historiae Lovaniensium Libri XIV (1861), uitgegeven door P. F. X. De Ram (red.): Les quatorze livres sur l'Histoire de la ville de Louvain du docteur et professeur en théologie Jean Molanus, Hayex, Brussel dl. 1 dl. 2

## Voetnoten, verwijzingen
1. ↑  Deze Esschius werd pastoor van het begijnhof en aalmoezenier van de grauwzusters.
2. ↑  R. de La Haye (1994): 'In welke eeuw leefde Sint Servaas?'. In: De Maasgouw, nr. 113, pp. 5-28 (PDF download link, pp. 11-12).

- Bibsys: 6031728
- Biblioteca Nacional de España: XX1688908
- Bibliothèque nationale de France: cb131976944 (data)
- Biografisch Portaal: 54045137
- Catàleg d'autoritats de noms i títols de Catalunya: 981058508129806706
- CiNii: DA14421798
- Digitale Bibliotheek voor de Nederlandse Letteren: mola003
- Gemeinsame Normdatei: 119454246
- International Standard Name Identifier: 0000 0001 2127 5001
- Library of Congress Control Number: nr94002023
- Nationale Bibliotheek van Tsjechië: nlk20010096205
- Nationale Bibliotheek van Israël: 987007265560005171
- Nationale Bibliotheek van Polen: a0000003455396
- Nederlandse Thesaurus van Auteursnamen: 068419015
- Istituto Centrale per il Catalogo Unico: RMLV022448
- Système universitaire de documentation: 034788484
- Union List of Artist Names: 500268683
- Virtual International Authority File: 34600990
- WorldCat: E39PBJbtqWjxKBkrJJfHV4Fh73